# Croce Rossa del Mozambico

il simbolo della Croce Rossa

La Cruz Vermelha de Moçambique (abbreviato CVM, in lingua portoghese) è la società nazionale di Croce Rossa della Repubblica del Mozambico, stato dell'Africa orientale.

## Denominazione ufficiale
- Cruz Vermelha de Moçambique (abbreviato CVM), in lingua portoghese, idioma ufficiale del paese;
- Mozambique Red Cross Society (abbreviato MRCS), in lingua inglese, denominazione utilizzata internazionalmente presso la Federazione;

## Storia
La Croce Rossa del Mozambico è stata fondata nel 1981 e riconosciuta nel 1988 dal Comitato Internazionale della Croce Rossa.

## Attività

### Preparazione e risposta alle catastrofi
La Croce Rossa del Mozambico  fornisce il supporto alle comunità per di ridurre la loro vulnerabilità in caso di calamità e rafforzare la loro capacità di ripresa. L'associazione dispone di propri volontari addestrati nella protezione e difesa civile, e collabora con le autorità nazionali; è in grado di fornire immediatamente sostegno alla popolazione grazie allimmagazzinamento di scorte di generi di prima necessità sufficienti per 5500 famiglie e già preposizionate sul territorio.

### Educazione sanitaria
LA CVM si impegna nella sensibilizzazione sul tema dell'HIV/AIDS per informare e proteggere la popolazione, ma anche per migliorare la qualità della vita delle persone affette dall'AIDS.
La Croce Rossa nazionale svolge inoltre programmi volti a promuovere le condizioni igieniche di base, attraverso il ripristino dell'accesso all'acqua potabile, costruzione di servizi igienici e latrine ed educazione all'igiene.

### Assistenza sanitaria
La CVM svolge attività di pronto soccorso e assistenza sanitaria.

### Sostegno sociale
Programmi sociali sono sviluppati per alleviare i problemi delle popolazioni più vulnerabili, compresi i bambini, portatori di handicap e persone anziane attraverso il rafforzamento delle proprie capacità e l'accesso ai servizi di base.
Attraverso i Centri per lìinfanzia in difficoltà aperti a Maputo e Beira l'Associazione fornisce un supporto quotidiano ai bambini disagiati, attraverso la distribuzione di cibo, assistenza per la reintegrazione, sostegno scolastico o anche l'organizzazione delle attività sportive.
La Croce Rossa del Mozambico è uno dei membri del Rome Consensus per la lotta alla tossicodipendenza.